# Чиринашвили, Иосиф Цкалобович
Иосиф Цкалобович Чиринашвили (1916 год, Сигнахи, Тифлисская губерния, Российская империя АССР Аджаристан, ССР Грузия — неизвестно, Грузинская ССР) — главный агроном отдела сельского хозяйства Лагодехского района, Грузинская ССР. Герой Социалистического Труда (1949).

## Биография
Родился в 1916 году в уездном городе Сигнахи. Окончил местную сельскую школу. После получения высшего сельскохозяйственного образования трудился на различных хозяйственных должностях в Грузинской ССР. В послевоенные годы — главный агроном сельского хозяйства Лагодехского района.
Занимался восстановлением сельского хозяйства в Лагодехском районе. Благодаря его деятельности за годы Четвёртой пятилетки (1946—1950) сельскохозяйственные предприятия Лагодехского района достигли довоенного уровня производства сельскохозяйственной продукции. В 1948 году в целом по району плановый сбор урожая табака превысил запланированный на 15,2 %. Указом Президиума Верховного Совета СССР «О присвоении звания Героя Социалистического Труда передовикам сельского хозяйства Грузинской ССР» от 3 мая 1949 года удостоен звания Героя Социалистического Труда за «получение высоких урожаев кукурузы и табака в 1948 году» с вручением ордена Ленина и золотой медали «Серп и Молот» (№ 3504).
Этим же Указом званием Героя Социалистического Труда были награждены председатель Лагодехского райисполкома Платон Тарасович Буцхрикидзе, заведующий районным отделом сельского хозяйства Афанасий Георгиевич Закариадзе, первый секретарь Лагодехского райкома партии Шалва Дмитриевич Нуцубидзе и 23 колхозников различных колхозов Лагодехского района, в том числе председатель колхоза «Ленинис андердзи» Георгий Александрович Гочелашвили.
С 1973 года — персональный пенсионер союзного значения. Дата его смерти не установлена.